# Ceratonia emarginata
Ceratonia emarginata, fosilna vrsta rogača iz oligocena pronađena u nekim krajevima Europe: Njemačka, Bugarska, Bosna